# 孔雀吻棘鰍
孔雀吻棘鰍為輻鰭魚綱合鰓目刺鰍亞目刺鰍科的其中一種，分布於亞洲緬甸Kyeintali Chaung流域，體長可達15.8公分，棲息在河川溪流的底層水域，屬肉食性。